# فران غونزاليز
فرانسيسكو خافيير غونزاليز بيريز (بالإسبانية: Francisco Javier González Pérez)‏ الشهير بفران غونزاليز (ولد في 14 يوليو 1969) هو لاعب كرة قدم إسباني سابق.

## وصلات خارجية
- فران غونزاليز على موقع الاتحاد الأوربي (الإنجليزية)
- فران غونزاليز على موقع قاعدة بيانات كرة القدم.إي يو (الإنجليزية)
- فران غونزاليز على موقع ناشيونال فوتبول تيمز (الإنجليزية)
- الملف الشخصي